# Robert M. Zink
Robert Martin Zink (* 5. September 1953) ist ein US-amerikanischer Ornithologe.

## Leben
Zink war von 1972 bis 1977 kuratorischer und wissenschaftlicher Assistent für Ornithologie am Bell Museum of Natural History der University of Minnesota, Minneapolis. 1977 erlangte er seinen Bachelor of Science an der University of Minnesota. Von 1978 bis 1983 war er kuratorischer Assistent, Forschungsassistent und wissenschaftlicher Mitarbeiter in der Abteilung für Ornithologie am Museum of Vertebrate Zoology, University of California, Berkeley. 1983 wurde er dort mit der Dissertation Patterns and evolutionary significance of geographic variation in the Schistacea group of the Fox Sparrow (Passerella iliaca) zum Ph.D. promoviert.
Von 1983 bis 1984 forschte er mit einem Postdoc-Stipendium am American Museum of Natural History in New York City. 1984 war er verantwortlicher Kurator für Vögel an der University of Minnesota. Von 1984 bis 1993 war er stellvertretender Kurator für biochemische Systematik und außerordentlicher Assistenzprofessor für Zoologie und Physiologie an der Louisiana State University.
Von 1993 bis 2015 hatte er den Breckenridge-Lehrstuhl für Ornithologie am Bell Museum inne. Er war zunächst außerordentlicher und ab 2007 ordentlicher Professor für Ökologie, Evolution und Verhalten an der University of Minnesota sowie verantwortlicher Kurator für Vögel.
Seit 2016 ist er Professor am College of Biological Sciences der University of Minnesota sowie Kurator am Nebraska State Museum.
Zink gilt als einer der führenden Wissenschaftler auf dem Gebiet der Vogelevolution. Zu seinen Forschungsinhalten gehören das Tempo der Diversifizierung und Artbildung bei Vögeln, die Bedeutung von Vikarianzereignissen und die Phylogenie. Zink spielt eine wichtige Rolle beim lebhaft geführten Dialog über die Theorie und Praxis der Rangordnung von Taxa auf Art- und Unterartenebene. In dieser Debatte haben er und seine Mitautoren die Vor- und Nachteile des Artkonzepts sowohl in theoretischen als auch in angewandten Situationen erörtert.
Ein weiterer Punkt seiner Arbeit ist der Einsatz neuer Technologien und analytischer Ansätze bei der Untersuchung geographischer Variationen. Zink verfolgte den Ansatz der Phylogeographie an der Schnittstelle von Populationsgenetik und systematischer Biologie mit seinen Studien über die Fuchsammer, die schließlich Informationen über das Gefieder, die Skelettmorphologie, die Verwendung von mtDNA-Restriktionsverdauungen und die Gen-Sequenzierung umfassten. Zinks Beitrag zu multiplen Merkmalssystemen führte nicht nur zur Unterstützung der Bergmannschen Regel und anderer ökogeographischer Verallgemeinerungen, sondern auch zur Vorlage für moderne Studien zur geographischen Variation.
Für seinen bedeutenden und andauernden Beitrag zur Vogelsystematik, Phylogenie, Phylogeographie, Speziationstheorie und Naturschutz wurde Zink 2005 von der American Ornithologists’ Union mit dem William Brewster Memorial Award ausgezeichnet.
Von 1996 bis 1997 war Zink Vizepräsident der American Ornithologists’ Union.
2014 und 2018 erschienen Zinks Bücher The Three-Minute Outdoorsman: Wild Science from Magnetic Deer to Mumbling Carp und The Three-Minute Outdoorsman Returns: From Mammoth on the Menu to the Benefits of Moose Drool.